# Pristimantis vinhai
Pristimantis vinhai là một loài động vật lưỡng cư trong họ Strabomantidae, thuộc bộ Anura. Loài này được Bokermann mô tả khoa học đầu tiên năm 1975. Chúng là loài đặc hữu của Brasil. Môi trường sống tự nhiên của nó là các khu rừng đất thấp ẩm nhiệt đới và cận nhiệt đới. Loài này đang bị đe dọa do mất môi trường sống.